# 赵云鹏 (1917年)
赵云鹏（1917年—1997年），男，满族，黑龙江省双城县人，中华人民共和国政治人物。曾任佳木斯市市长、黑龙江省高级人民法院院长。

## 生平
1936年参加革命，历任总政宣传队队长，野战军卫生政治部宣传科长，代理政治委员。1945年10月下旬，中共滨江地区工委任命赵云鹏为公安局长兼保安第二团团长（林诚为双城县委书记，孙新仁为县长），暂时在哈尔滨市南岗区原伪第四军管区司令部办公，发展革命武装。同年11月下旬，成功接管双城县日伪政权，成立双城县民主政府。
1949年2月，赵云鹏接替吴力永担任松江省农业厅水利局局长。1949年6月13日，赵云鹏任松江省公安厅第二副厅长（厅长赵去非）。1950年6月8日，成立松江省检察署，赵云鹏为检察长（1951年7月20日免职）。1951年11月至1952年12月，担任巴彦县县长。1952年7月，任佳木斯市市长。
1954年4月，赵云鹏在佳木斯市第一届人民代表大会第一次会议当选佳木斯市人民政府委员会市长。1955年8月，在中国人民政治协商会议佳木斯市第一届委员会第一次会议当选副主席。1959年9月至1962年1月，担任主席。
1958年7月25日，赵云鹏任佳木斯市委第一书记。后又兼任中共合江地委书记处书记。任内主要政绩为1957年11月建成投产的国营佳木斯综合制浆造纸厂（苏联援建156项重点工程之一）。
1966年8月下旬，数万人在市委大院门前参加“炮打司令部”大会，批斗市委第一书记赵云鹏等人，会后沿街进行批斗。接着又接二连三地进行几次批斗。从此市委工作瘫痪，名存实亡。1966年12月9日，中共黑龙江省委决定由王玉代理中共佳木斯市委第一书记，但他到任后不但左右不了运动的形势，反而被造反派给戴上走资派的帽子，同样遭到揪斗。
1978年1月，赵云鹏接替史怀远担任黑龙江日报社党委书记。1979年2月7日，中共佳木斯市委召开为赵云鹏、刘杏厚、王莱信平反落实政策大会，决定对在文化大革命中强加给赵云鹏等人的一切诬陷不实之词予以全部推倒，彻底平反，恢复名誉。1979年10月6日，中共黑龙江省委决定撤销黑龙江日报社革委会，恢复编委会和总编辑负责制。1979年10月至12月，赵云鹏担任总编辑。
1979年12月，赵云鹏在黑龙江省第五届人民代表大会第二次会议当选黑龙江省高级人民法院院长。1980年12月兼任黑龙江省法学会理事长。